# Font del Fenoll
Font del Fenoll är en källa i Andorra.   Den ligger i parroquian La Massana, i den västra delen av landet. Vattnet tillfogas kort efter källan vattendraget Riu de Comapedrosa.
Den högsta punkten i närheten är Pic de Coma Pedrosa, 2 943 meter över havet, 1,8 kilometer nordväst om Font del Fenoll.
I trakten runt Font del Fenoll växer i huvudsak blandskog och gräs.